# Asplenium krameri
Asplenium krameri är en svartbräkenväxtart som först beskrevs av Herrero, Prada, Pajarón och Pangua, och fick sitt nu gällande namn av Rivas Mart. Asplenium krameri ingår i släktet Asplenium och familjen Aspleniaceae. Inga underarter finns listade.